# Krasîlivka, Ivankiv
Krasîlivka (în ucraineană Красилівка) este un sat în comuna Stari Sokolî din raionul Ivankiv, regiunea Kiev, Ucraina.

## Demografie
Componența lingvistică a localității Krasîlivka
     Rusă (82,09%)
     Ucraineană (16,42%)
     Belarusă (1,49%)
Conform recensământului din 2001, majoritatea populației localității Krasîlivka era vorbitoare de rusă (82,09%), existând în minoritate și vorbitori de ucraineană (16,42%) și belarusă (1,49%).